# NetBus
NetBus是1990年代晚期流行的一個遠端遙控軟體，當時常被駭客或腳本小子作為後門程式使用，所以被視為惡意程式。NetBus主要使用12345埠通信，只能運行於Windows系統，至多支援到Windows XP，所以現今已十分罕見。